# Länsväg Z 612
Länsväg Z 612 är en länsväg i Östersunds kommun i Jämtlands län som går mellan småorten Ångsta och den ensligt belägna byn Löfsåsen. Vägen är sju kilometer lång och passerar bland annat europaväg 45 och byarna Nyckelberg och Backvallen.
Från Ångsta fram till korsningen med E45 är vägen asfalterad, därefter belagd med grus hela vägen fram till Löfsåsen.
Hastighetsgränsen är 70 kilometer per timme förutom sträckan genom bebyggelsen kring Ångsta där den är 50.
Vägen ansluter till:
- Länsväg Z 560 (vid Ångsta)
- Europaväg 45 (vid Ångsta)